# PixMob

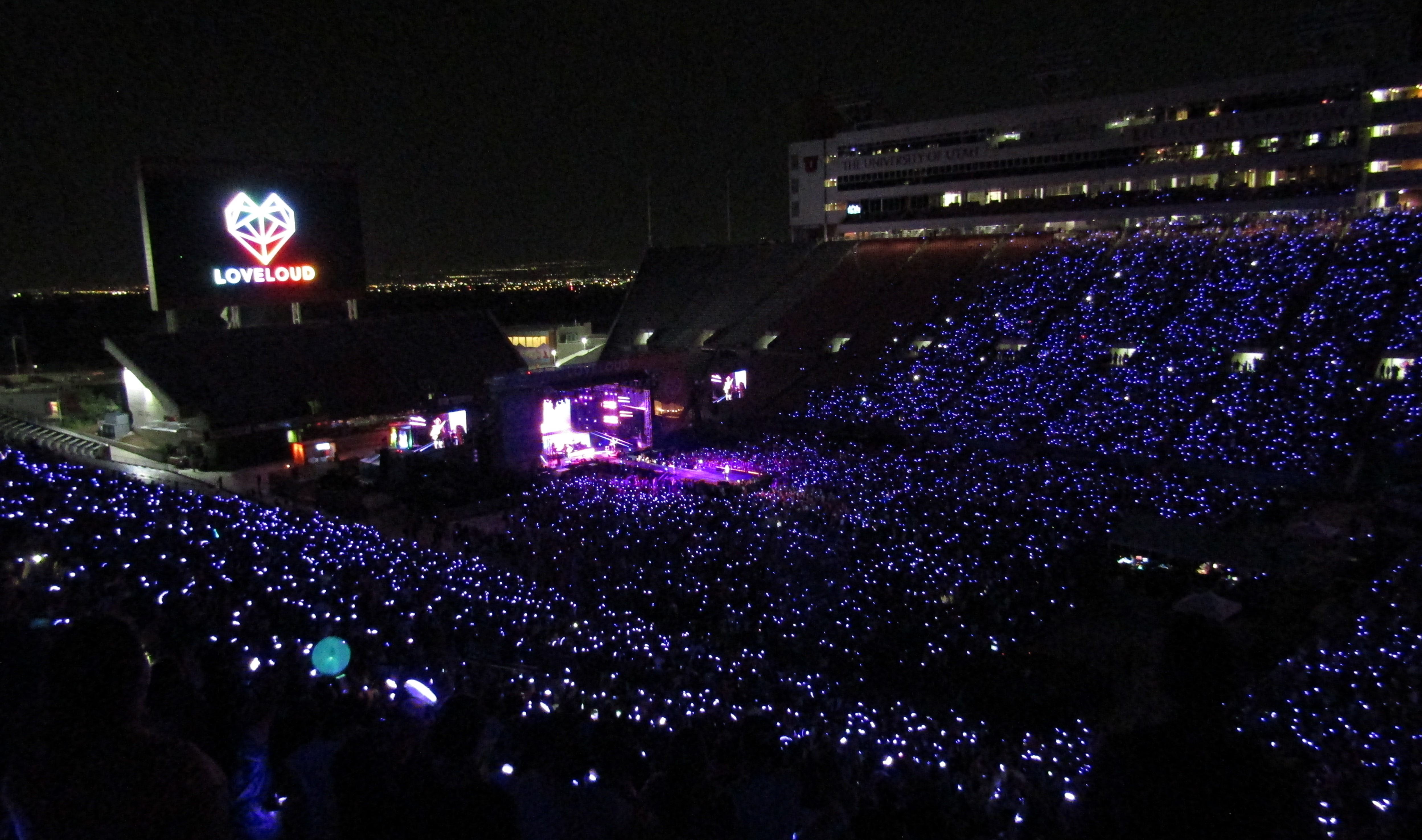
PixMob-Beleuchtung im Publikum bei einem Konzert im Jahr 2018.

PixMob ist die Marke von Beleuchtungsgeräten, die bei Großveranstaltungen eingesetzt werden. Die Technologie wurde 2010 von der kanadischen Firma Eski entwickelt und wird seitdem international eingesetzt. Mit Hilfe von Leuchtdioden an Armbändern wird das Publikum selbst zur leuchtenden Leinwand. Diese Leuchten können mit der Musik oder der Show synchronisiert werden.

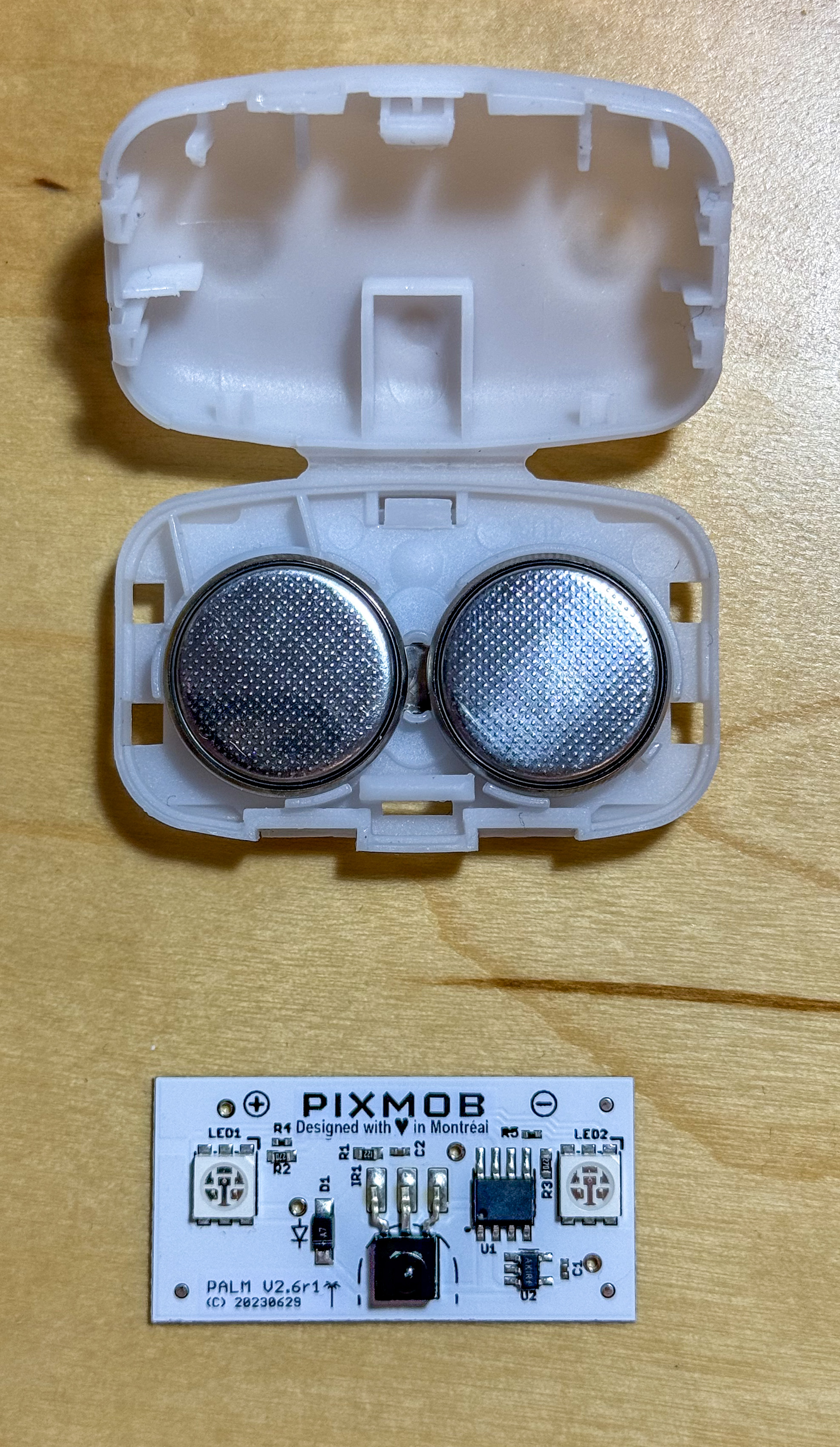
Die Platine und das Gehäuse einer PixMob-Armbandleuchte, die 2024 beim Taylor-Swift-Konzert in Zürich zur Anwendung kam

Armbandleuchten werden durch Infrarotlicht gesteuert und reagieren mit dem Aufleuchten farbiger Leuchtdioden. Diese tragbaren Objekte werden im Publikum verteilt, so dass jede Person während der Aufführung zu einem Pixel wird.
Die Technologie wurde 2011 am Konzert der kanadischen Rockband Arcade Fire am Coachella Festival verwendet. Größere Bekanntheit erreichte die Technologie im Jahr 2014 während der Halbzeitshow des Super Bowl XLVIII, wo das Publikum aus 80.000 leuchtenden Pixeln bestand und als «größter LED-Bildschirm aller Zeiten» bezeichnet wurde. 2023 und 2024 kam die Technologie auch bei der Welttournee der US-Sängerin Taylor Swift zur Anwendung.